# Liste der Monuments historiques in Landudal
Die Liste der Monuments historiques in Landudal führt die Monuments historiques in der französischen Gemeinde Landudal auf.

## Liste der Bauwerke
| Bezeichnung                 | Beschreibung                                                | Standort | Kennzeichnung | Schutzstatus | Datum | Bild           |
| --------------------------- | ----------------------------------------------------------- | -------- | ------------- | ------------ | ----- | -------------- |
| Château de Trohanet         | Schloss und Park, auch auf dem Gebiet der Gemeinde Langolen | (Lage)   | PA29000044    | Inscrit      | 2001  | weitere Bilder |
| Kirche Notre-Dame de Populo |                                                             | (Lage)   | PA00090047    | Inscrit      | 1935  | weitere Bilder |

## Liste der Objekte

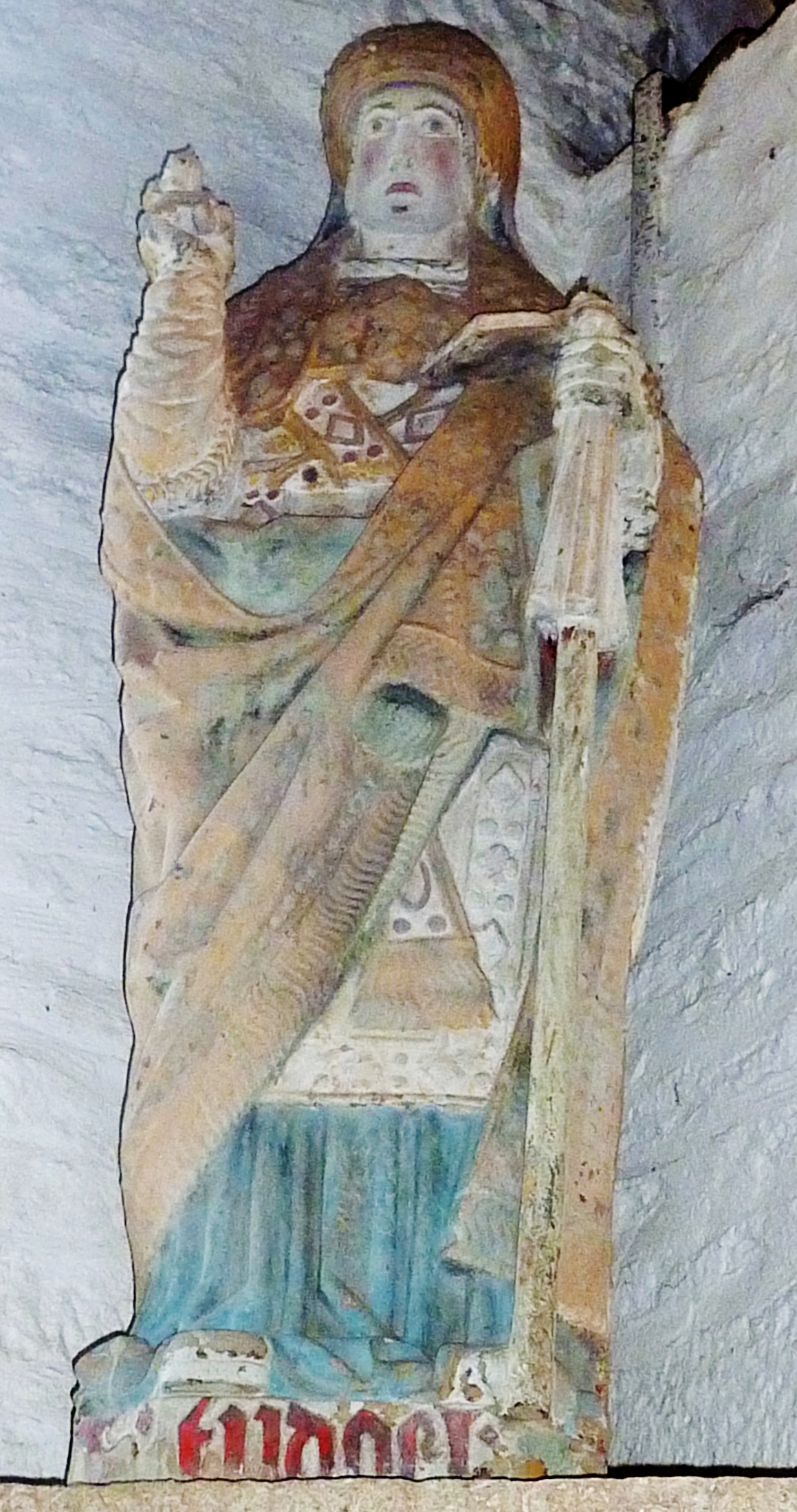
Skulptur des heiligen Tugdual (16./17. Jahrhundert) in der Kapelle St-Tugdual

- Monuments historiques (Objekte) in Landudal in der Base Palissy des französischen Kultusministeriums